# 日本テレビ 番町スタジオ
日本テレビ 番町スタジオ（にほんテレビ ばんちょうスタジオ）は、東京都千代田区二番町にある日本テレビ放送網が所有するテレビ放送・テレビ番組収録兼用のスタジオである。
本項では日本テレビによる二番町・四番町の再開発計画と、番町スタジオの前身である日本テレビ放送網 麴町分室についても取り上げる。

## 概要
2010年3月31日、日本テレビは麹町分室・別館群に隣接する土地（約2600㎡）を取得した。2013年、二番町・四番町地区の再開発構想と、その第1期計画である二番町地区での「商業ビル」「新スタジオ棟」の建設計画が公表された。先行して新スタジオ棟は2016年に着工、2018年8月に竣工した。
名称の『日本テレビ 番町スタジオ』は公募で決定した（所在地周辺の地域名「番町」が由来になっている）。地上11階、地下5階、高さ59.9m（鉄塔含む高さ99.9m）、延べ面積33,600㎡で、C1スタジオ、C2スタジオ、C3スタジオ、C4スタジオの4つのスタジオが置かれ、鉛直方向に配置されている。C1スタジオとC2スタジオは日本テレビのスタジオでは旧Gスタや汐留本社で最も広いS1スタジオ（211坪）をしのいで最大の広さとなる265坪（テニスコート3つ分の広さに相当）である。また、4K放送などの新しい機能を備えている他、「ソフトファーストストーリー制震構造」という新しい地震対策が適用されている。後述の通り、段階的に取り壊された麹町ビルに従来あった機能を番町スタジオに引き継いでいる。
スタジオ名から「麹町」の名は外されたが、現在も番組でタレントがこのスタジオを「麹町」と呼ぶことが多い。
地下2階にはリハーサル室、地下1階は駐車場、2階にC1スタジオの副調整室、4階にタレントクローク（出演者控室）、6階にC2スタジオの副調整室、9階にC3スタジオの副調整室とグループ会社のNiTRo（旧NTV映像センター）があり、10階はホールとなっている。スタジオ前の通路や前室は白と黒のモノトーンを基調とした内装である。
汐留・日本テレビタワーと同施設は、スタッフ専用のシャトルバスで結ばれている。

## スタジオ
C1スタジオ、C2スタジオはいずれも、麹町分室閉鎖時の運用体制を引き継ぎ、C1スタジオはGスタジオ、C2スタジオはKスタジオを使用していた番組がそのまま移っている。ただし、運用上の都合で放送回によっては汐留本社のスタジオを使う場合もある。
- C1スタジオ（4K対応、1階、265坪）
『世界まる見え!テレビ特捜部』『ザ!世界仰天ニュース』『笑点』『有吉の壁』などで使用。過去には『行列のできる相談所』でも使用。

- C2スタジオ（4K対応、5階、265坪）
『有吉ゼミ』『1億人の大質問!?笑ってコラえて!』 『世界の果てまでイッテQ!』『うわっ!ダマされた大賞』『1億3000万人のSHOWチャンネル』などで使用。過去には『嵐にしやがれ』でも使用。
- C3スタジオ（8階、124坪）
主に『ダウンタウンのガキの使いやあらへんで!』などで使用。過去には『SKEBINGO!』『HINABINGO!』でも使用。
- C4スタジオ（8階、38坪）
8階に配置された小規模スタジオ。このスタジオ専用の副調整室はない。

## 二番町・四番町再開発計画
2000年代以降、日本テレビは二番町・四番町の複数の土地を取得しており、旧本社ビルを含めた番町・麴町地区の再開発を模索してきた。2013年、日本テレビは二番町・四番町地区の再開発構想と、その第1期計画である二番町地区での「商業ビル」「新スタジオ棟」の建設を公表した。前述の通り、2018年に先行して第1期四番町計画の新スタジオ棟「日本テレビ番町スタジオ」が竣工。2024年現在、役割を終えた旧本社ビル群は解体され、跡地での商業ビル棟建設計画が進行中である。

### 二番町再開発計画 商業ビル棟
日本テレビは日本テレビ通り沿いの旧麴町ビル跡地（1.2ヘクタール）に賃貸オフィスと商業施設からなる高さ80メートル以下の高層ビルを建設する予定。二番町地区は高さ制限が60メートルとなっており、本計画では防災機能を有する地域コミュニティ広場「番町の森」の整備や東京メトロ麴町駅周辺のバリアフリー化などと引き換えに容積率や高さ制限を緩和する「再開発等促進区」が適用されている。広場整備や駅バリアフリー化に加えて、エリアマネジメント施設の設置、歩行空間の拡張と植栽帯の整備、電柱地中化、地域交通広場の整備、スーパー・飲食店などの商業店舗の充実などが図られる。
規制緩和の適用をめぐり、一部住民から「番町は静けさが保たれるべきで、これを認めると、周りの建物が高層化していくドミノ現象の切っ掛けになりかねない」などとして、反対の声が上がっており、二番町地区近隣にある女子学院中学校・高等学校、大妻中学校・高等学校、雙葉中学校・高等学校といった私立女子校からも「就業人口が増えることで繁華街化するのではないか。賑わいの中を通学路として利用するのは好ましいことではない」などとの批判の声が出ている。2024年3月26日に開催された令和5年度 第6回千代田区都市計画審議会にて、高さ80メートル以下、容積率700%以下、広場面積2500平方メートル程度という要件の千代田区提出の都市計画案が附帯決議付きで可決された。
附帯決議の概要は
- 事業の具体化にあたっては、地域の融和をはかること
- 高さと容積率に関する数値は上限を定めるもので、実際の建築計画がゆとりを持ったものにすることを妨げるものではないので、事業者と十分協議すること
- 地区施設の管理運営に、真摯な努力をすること
- 本計画の進展状況に応じて、当審議会に報告すること

の以上4点。
新商業ビル棟の具体的計画は、今後決定される。

## 旧・日本テレビ放送網麹町分室
日本テレビ放送網麹町分室（にほんテレビほうそうもう こうじまちぶんしつ）は、2019年まで稼働していた日本テレビ放送網の旧本社・演奏所で分室にあたるビルディング。所在地は、東京都千代田区二番町14番地。「日本テレビ麹町ビル」「日テレ麹町ビル」の他、「旧本社ビル」「麹町ビル」「麹町スタジオ」と呼ばれていた。放送では生放送を中心に「日本テレビGスタジオ」と紹介する事が多かった。
旧社屋は、「西本館」「南本館」「北本館」「カラーセンター」の4棟から成り立っていたが、カラーテレビ放送開始に伴い建設された「カラーセンター」が後に新築された南本館と合体化された。
2003年8月に本社機能が、2004年2月29日に演奏所機能が、それぞれ港区東新橋（汐留）に建設された「日本テレビタワー」へ移転したが、麹町の社屋では幾度と増改築を重ねてきたこともあって2004年時点でさほど老朽化しておらず、新社屋の敷地面積が他の在京民放の社屋より狭いことや他局への移動がしやすいなどの理由から、本社機能と報道情報番組、一部バラエティー番組を除き、多くのバラエティー番組の制作及び日本テレビグループ各社の拠点として引き続き利用されていた。本社機能・番組収録を全て旧社屋から新社屋にシフトしたTBSやフジテレビとは異なるケースであった。また、制作部門の一部デスクも留まっていた。
BS日本（BS日テレ）とCS日本（CS日テレ）の本社機能は2014年3月、送出マスターは2015年11月に、それぞれ日本テレビタワーへ移転した。施設周辺には、バップや日テレグループ企画など日本テレビホールディングスの子会社・関連会社が入居する別館群があり、旧西本館は一般テナントビル（日テレ麹町ビル西館）として使用されていた。一方で、横浜市に本社を持つアール・エフ・ラジオ日本も東京支社を港区麻布台から移転するとの報道もあったが、こちらについては実現しなかった。

### 歴史

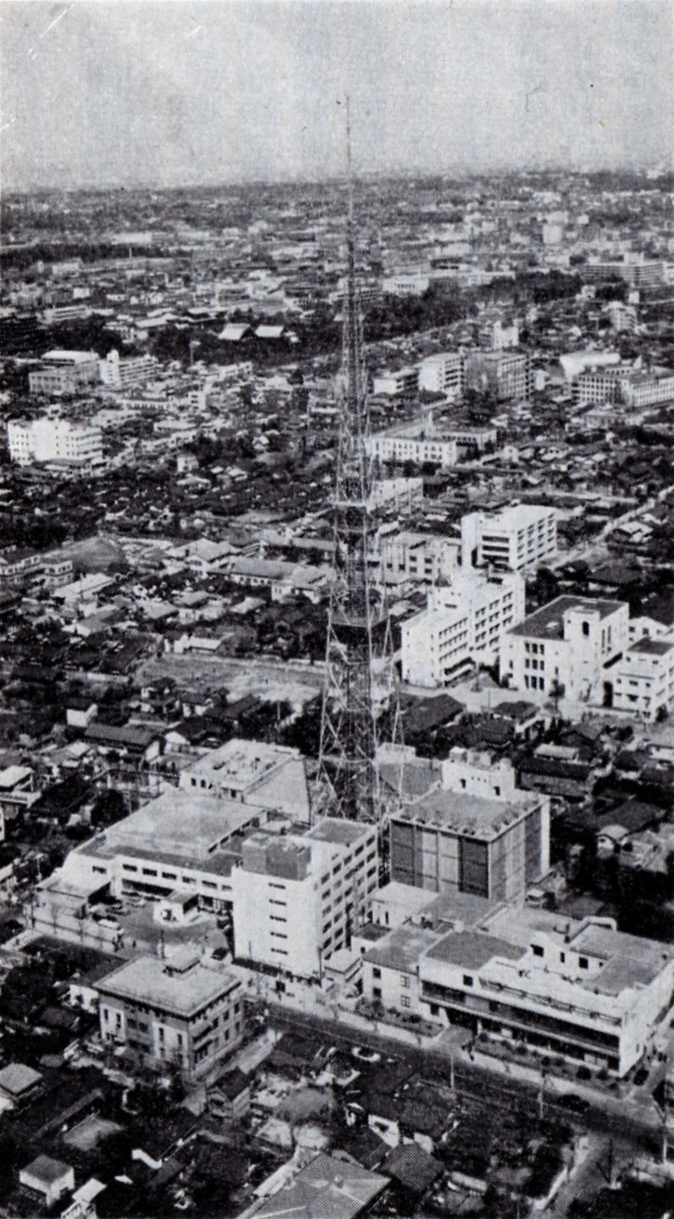
1961年頃の外観

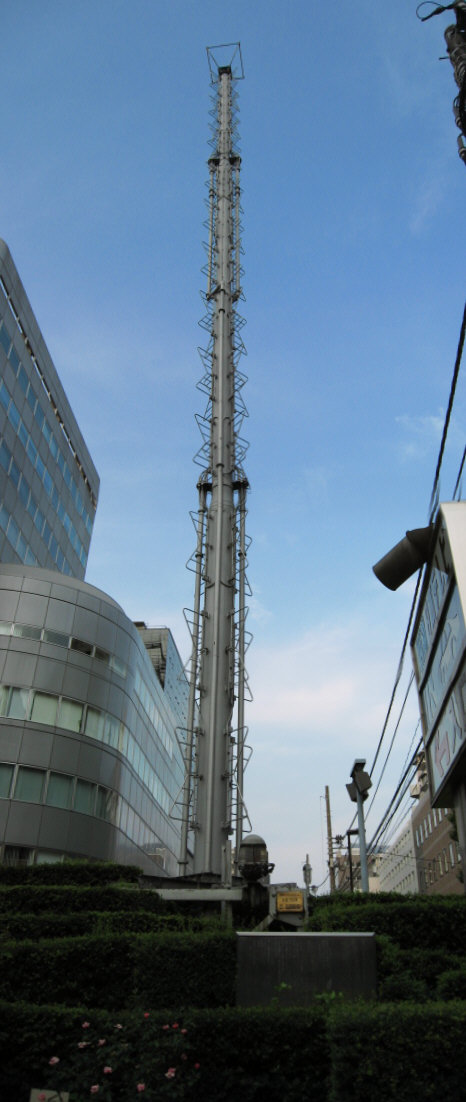
電波塔のスーパーターンスタイルアンテナのモニュメント

1953年（昭和28年）8月28日、日本テレビは当地において日本で最初の民間放送によるテレビジョン放送を開始した。正面には、開局当初から1980年まで当地に建っていた電波塔（1970年の東京タワーへの移設後も予備送信所として運用していた）のスーパーターンスタイルアンテナが南本館の入口にモニュメントとして飾られていた。
北本館屋上鉄塔に設置されているお天気カメラは、汐留移転後の現在でも引き続き設置され（汐留移転と同時にハイビジョンカメラに改修）、都庁を始めとする新宿高層ビル群の眺望が特徴である。かつて当カメラの映像はスカイパーフェクTV!で放送を行っていた「CS★日テレ」で、CM時の差し替えとして使用されていたが、地上波での生放送ではそれ以来あまり使われる事はなくなった（都心の映像は、汐留や渋谷からのものが頻繁に使用されている）。
南本館地下には「再生真水プラント」が設けられ、同館建設時に館内の飲料用排水（飲料用の水道水として使用され、排出された水）を集め、殺菌・消毒の処理を行った上で真水化し、再び飲料水として使用するものである。これによって、館内での飲料水は飲みやすくおいしいと言われており、社員・関係者・タレントからも大変好評であった。また、これに伴い館内での排水処理は厳しく制限されており、一般水道用の流し台や排水路へは「薬品・洗剤類など」の排水が禁止されている他、トイレ用の水や美術用の水（非飲料水）とは配管（給排水経路）が厳密に分けられていた。
先に触れた「麹町分室周辺の別館群」のうち、四番町別館は麹町分室が本社であった時代は1階に中継車専用の車庫が置かれ、中継機材基地としても使われていた他、建物内には喫茶室「トレビの泉」や小規模番組収録用スタジオであった「Lスタジオ」などが併設されていた。
南本館は、東京メトロ有楽町線の麹町駅6番出入口に直結しており、マイスタジオ前に出入口階段が、そこを下った地下の駅構内に南本館への入口があった。
『麹町分室』での番組制作は、収録番組と生放送番組で扱いが異なる。収録番組については各スタジオの副調整室に設置されていた収録機材を用いて収録し、編集所での編集を経て放送されていた（一般的な外部スタジオでの収録形態とほぼ同じ）。また生放送番組については、汐留本社・麹町分室間に映像の伝送を行うための光ファイバーは敷設されていたものの、麹町分室の各副調整室と汐留本社の主調整室とが直接接続されていなかったため、生放送で必要となるCMなどの各種制御信号のやりとりが出来なかったことから、汐留本社に麹町分室からの映像を受けるための副調整室（受けサブ）を用意する必要があった。このため、麹町分室のスタジオを使用した生放送はあまり多くなかった。ちなみに、BS日本とCS日本の本社・送出マスターが麹町分室にあった頃は逆に『日本テレビタワー』で制作したBS・CSの番組を『麹町分室』に光ファイバー伝送して、それぞれのマスターを経由して放送されていた。
なお、『テレビ放送開始65周年 NHK×日テレ コラボデー』は、NHKと日本テレビが麹町分室のGスタジオにセットを並べて生放送番組を制作したため、日本テレビは上述の光ファイバー回線で、NHKは麴町分室に自社の中継車を派遣して各々の受けサブ（日本テレビ汐留本社とNHK放送センター）と接続していた。
また敷地内の北本館裏側に在った日本庭園では、V9時代の読売ジャイアンツが後楽園球場でセントラル・リーグ優勝及び日本シリーズ優勝を達成した際に優勝祝賀会を開催していたこともあった。

#### 旧施設の解体と新スタジオ棟の竣工
2010年代後半になると建物全体の老朽化が進んでいたため、4K放送などの新しい機能を備えた収録・生放送の双方に対応するスタジオとして、旧日本庭園跡地を含む用地に地上11階、地下5階、高さ59.9m（鉄塔含む高さ99.9m）、延べ面積33,600㎡の『日本テレビ 番町スタジオ』が2018年（平成30年）8月に竣工した。2019年1月29日に稼働開始（『嵐にしやがれ』の収録がこけら落としとなった）。それと同時期に1953年8月28日の開局から増改築しながらも約66年間使用された、麹町分室のスタジオが運用を終了しビルも閉鎖された。2020年12月21日に全体の竣工に向けて、番町スタジオの運用開始と同時期に南本館から麹町分室の解体が開始。麹町分室のビル群は1年6カ月かけて順次取り壊され、北本館を最後に2020年6月、全て解体された。麹町駅6番出入口の階段は残されたが、地下の南本館入口は建物解体と共に改修され壁面となった。
その後、同年12月に北側（旧北本館通用口・Gスタジオ入口付近）に広場と歩道が整備され、広場は2021年9月より緑化公園「番町の森」としてリニューアルオープンした。残りの敷地はコインパーキングとなる。なお、広場・コインパーキングとも、前述の「新スタジオ棟・商業ビル」部分の建設予定の土地を暫定利用しているため、閉鎖時期未定での期間限定オープンとなる。

### 北本館
基本的に、スタジオ業務棟として設計・建設された北本館（1982年竣工）が番組収録の拠点となっていた。北本館が建設される以前、同地には開局当時の社屋・鉄塔と1956年に増築された棟からなる「本館」が存在し、増築棟には初代Gスタジオが存在していた。『24時間テレビ』の第1回放送（1978年）では、初代Gスタジオも番組のメーンスタジオとして使用されていた。開局当時の本館の玄関は西向きであり、本館の車寄せや車庫の部分には、後に西本館（事務所として使用）が建設された。本館は1980年代初頭に運用を終了し取り壊され、北本館へと改築された。

### 南本館
1977年（昭和52年）運用開始。建設以前は日本テレビの所有地ではなく、日本アイ・ビー・エムの建物が存在した。

### 旧カラーセンター棟
1階がHスタジオ（開設時第9スタジオ）、3階がJスタジオ（同第10スタジオ）と、縦に並んでいた。日本テレビがカラー放送を開始する際に新たに設置されたスタジオ棟で、光の三原色である青・赤・緑の色彩を模した外観が特徴的であった。南本館の増築時に建物は内包される形で合体化されたためこの外壁は外から見られなくなったが、2019年の解体時に半世紀ぶりに露わになった。完成当時としては最新鋭のカラー放送収録に対応した機材群が揃えられており、同所の名前の由来でもある。完成当時の外壁には「カラーテレビセンター」と書かれた看板を掲げた写真があったことから、カラーセンターは通称と思われる。同社において現存する一番古いスタジオであったが故に老朽化が激しく、汐留移転・稼動を契機として閉鎖され、その後は日テレアーカイブスのビデオテープなどが保存されている麹町アーカイブス館として利用されていた。

### 番町スタジオの竣工まで存在したスタジオ
- 北本館 Kスタジオ (167坪)

北本館5階にある、バラエティ・音楽番組向けのHD対応スタジオ。スタジオ入口のドアの色は青。主に『有吉ゼミ』『嵐にしやがれ』『1億人の大質問!?笑ってコラえて!』『メレンゲの気持ち』『笑点』『世界の果てまでイッテQ!』『うわっ!ダマされた大賞』『ぐるぐるナインティナイン』『NOGIBINGO!』『KEYABINGO!』『キユーピー3分クッキング』などで使用されていた。 稼働開始当初は『ルックルックこんにちは』『久米宏のTVスクランブル』『酒井広のうわさのスタジオ』『11PM』などのワイドショーで使用されていた。その後は『鶴ちゃんのプッツン5』『TVおじゃマンボウ』『真相報道 バンキシャ!』『笑いの巨人』などでも使用されていた。また、汐留移転前は『ザ・トップテン』、『24時間テレビ 「愛は地球を救う」』、『サッポロビール新春スポーツスペシャル 東京箱根間往復大学駅伝競走』などの大型番組の親サブとしても使用していた（汐留移転後は主に現社屋S1・S2・SVスタジオが大型番組の親サブとしての機能を担っている）。
- 北本館 Gスタジオ (250坪)

北本館1階のHD対応スタジオ（収録・生放送兼用）。日本テレビにてフロア面積最大のスタジオで、主に観客入れや出演者が多いバラエティ番組や音楽番組の収録に使用されていた。スタジオ入口のドアの色は橙。北本館と隣接の大野屋酒店の間にある公道から入る通用口にもスタジオに直接入ることが出来る入口があった。『行列のできる法律相談所』『世界まる見え!テレビ特捜部』『天才!志村どうぶつ園』『ザ!世界仰天ニュース』『笑点』『ナカイの窓』で使用されていた。 1982年の落成時には「こけら落とし番組」として『歌のワイド90分!』がこのスタジオで初のレギュラー生番組として放送された。  日本テレビで1990年代の黄金期の多くの番組を見守ったスタジオであり、かつての改編期特番『スーパークイズスペシャル』や『さんま&SMAP!美女と野獣のクリスマススペシャル』、レギュラー番組でも『天才・たけしの元気が出るテレビ!!』『クイズ世界はSHOW by ショーバイ!!』『どちら様も!!笑ってヨロシク』『マジカル頭脳パワー!!』『とんねるずの生でダラダラいかせて!!』『ウッチャンナンチャンのウリナリ!!』『ザ!鉄腕!DASH!!』などが制作されていた。また、『ザ・トップテン』や『歌のトップテン』の生放送もこのスタジオから行っていた。両番組は渋谷公会堂から生中継ができなかった際の補完ホールとしての扱いで使われ、後者の番組が同施設からの公開生中継から撤退してからは最終回までここからの生放送であった。その他、逸見政孝が二度目のがん再発の記者会見を行った場所でも知られている。
- 北本館 V（バーチャル）スタジオ (70坪)

北本館5階にあったバーチャル専用スタジオで、Kスタジオ美術倉庫の一部を改装して作られた。主に『あさ天5』『独占!!スポーツ情報』『所さんの目がテン!』『爆音!てっぺんリーグ』などで使用されていた。その後機能は現在の汐留本社へ移されたが、スタジオの運用状況によってはインタビューなどの収録や『歌え!昭和のベストテン』『恋するクラシック』などのBS日テレの番組、『日テレポシュレ』などで使われていた。
- 南本館 Eスタジオ（報道スタジオ）→STUDIO NiTRo CUBE (65坪)

南本館4階にあった報道専用スタジオ。移転時点では『NNNニュース』『NNNニュースダッシュ』『NNNニュースプラス1』『NNNニューススポット』『NNNきょうの出来事』などで使用。新本社の移転・稼働後、子会社の日本テレビビデオ（現・日テレアックスオン）が同所を再整備し、2007年の子会社再編で技術部門を継承した日テレ・テクニカル・リソーシズ(NiTRo)が運営・保有する貸しスタジオとしてリニューアルしている。主に『ダウンタウンのガキの使いやあらへんで!』の一部企画や『日テレポシュレ』『それいけ!アンパンマンくらぶ』などで使用されていた。

### 汐留移転前後までに廃止されたスタジオ
| 名称         | 運用開始          | 面積  | 場所                           | 備考 |
| ------------ | ----------------- | ----- | ------------------------------ | --- |
| 第1スタジオ  | 1953.8 （開局時） | 60坪  | 本館                           | 1970年8月からEスタジオに改称ののち1971年10月、カラーニュース専用スタジオに改修。南本館Eスタジオ運用開始時に廃止 |
| 第2スタジオ  | 1953.8            | 30坪  | 本館                           | 1970年8月からFスタジオに改称ののち1971年10月、カラーニュース専用スタジオに改修。1983年ごろ廃止                  |
| 第3スタジオ  | 1953.8            | 10坪  | 本館                           | |
| 第4スタジオ  | 1956.7            | 120坪 | 本館裏に増築                   | 1970年8月からGスタジオに改称ののち、北本館Gスタジオ建設に伴い1983年ごろ廃止                                     |
| 第5スタジオ  | 1957.2            | 130坪 | 日本橋浜町 （浜町スタジオ）    | 1964年8月に廃止                                                                                                 |
| 第6スタジオ  | 1957.2            | 160坪 | 日本橋浜町 （浜町スタジオ1階） | 1964年8月に廃止                                                                                                 |
| 第9スタジオ  | 1959.6            | 130坪 | カラーセンター1階              | 1970年8月から他のスタジオ同様、Hスタジオに改称。汐留移転時に廃止                                                |
| 第10スタジオ | 1959.7            | 130坪 | カラーセンター3階              | 1970年8月からJスタジオに改称。Hスタジオ同様汐留移転時に廃止                                                     |

- カラーセンター棟 第9スタジオ→Hスタジオ
スタジオが使われていた当時は『ルックルックこんにちは』（Kスタジオから移動、のちにJスタジオへ移動）や『午後は○○おもいッきりテレビ』（Jスタジオから移動）『オシャレ30・30』『11PM』『EXテレビ』（この2番組は日本テレビ制作担当分）『ズームイン!!SUPER』（午前6時30分までの第1部パートのみ）などで使用されていた。HスタジオとJスタジオは放送回によってどちらかのサブが、『ザ・トップテン』および『歌のトップテン』（渋谷公会堂からの放送の場合）の受けサブとして使われた。『ザ・トップテン』時代はスタジオフロアで徳光和夫アナがエレクトリックおじさんとして、その後小倉淳アナがエレクトリックお兄さん（ご主人）として、「もうすぐトップテン」などのコーナーを担当していた。末期は北本館のKスタジオが使われるようになり、歌のトップテンでは渋谷公会堂からの放送が無くなる以前から回によってGスタジオを受けサブとして使うこともあった。スタジオ入口のドアの色は緑。また、スタジオ内にて心霊現象が起こると話題になり、一時、番組で取り上げられていた。

- カラーセンター棟 第10スタジオ→Jスタジオ
第10スタジオ時代には、1968年11月22日に日本プロレスの興行が開催されている[35]。これは当日予定されていた後楽園ホールでの興行が大学紛争の影響で中止になったため、苦肉の策として急遽日本テレビ本社スタジオにリングを設置し、一般観客も入れたテレビマッチとして開催されたものであった[35]。日本テレビは1953年の開局から2009年3月まで地上波でのプロレス中継を行ったが、自社のスタジオでプロレス試合を行い、中継放送したのはこの1回のみとのことである[35]。 Jスタジオに改称後は、長らく『お昼のワイドショー』『午後は○○おもいッきりテレビ』（後にHスタジオに移動）『ごくらく生テレビ』『追跡』『ルックルックこんにちは』（Kスタジオ→Hスタジオから移動、水曜日のみKスタジオを使用していた）『ザ・ワイド』などのワイドショー・情報番組を中心に使用された。スタジオ入口のドアの色は黄。

- 南本館 マイスタジオ

- 南本館 Fスタジオ

Eスタジオに隣接していたスポットニュース用のスタジオ。当初はEスタジオのアナウンスブースとして作られたが、スポットニュースの顔出し対応で改修され、青一色の背景が簡易的に設置された。
1986年の『NNNライブオンネットワーク』開始にあわせた報道フロアの全面改修に合わせこちらも改修され、報道フロアを背景としたガラス張りの顔出しブースとなった。その後1990年代に入り報道フロアの再改修に伴い廃止された。
なお顔出しブースはその後、報道局内の別の場所にオープンスタジオとして移動した。
F副調整室は当初、定時ニュース用として運用していたが、1980年代中期以降はNNN各局への素材送りやVTR編集時に特殊加工を行うためのサブとして運用された。

## ギャラリー

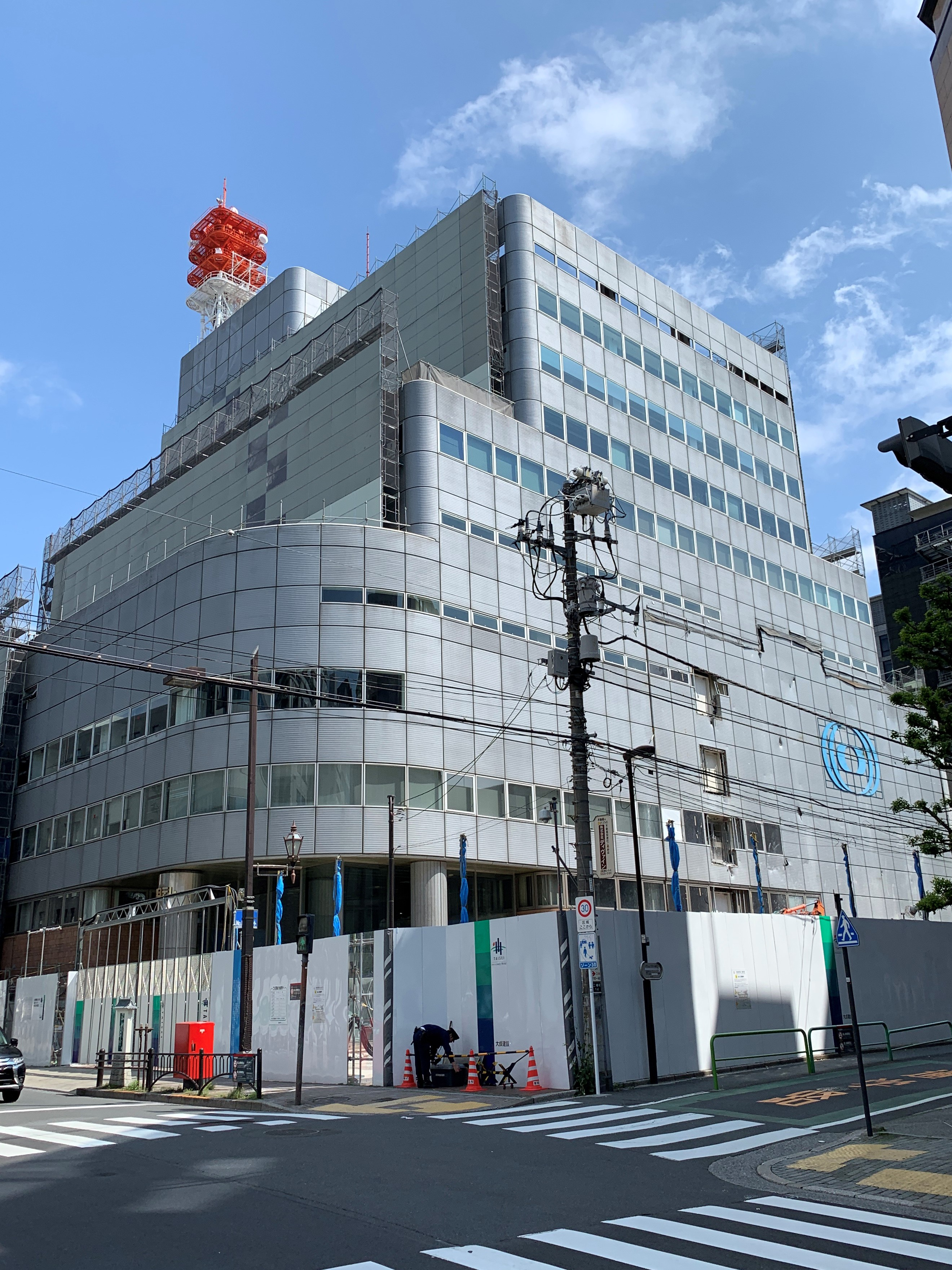
番町スタジオ稼働開始に伴い閉鎖され解体工事が始まった直後の旧麹町分室南本館。(2019年5月4日撮影)
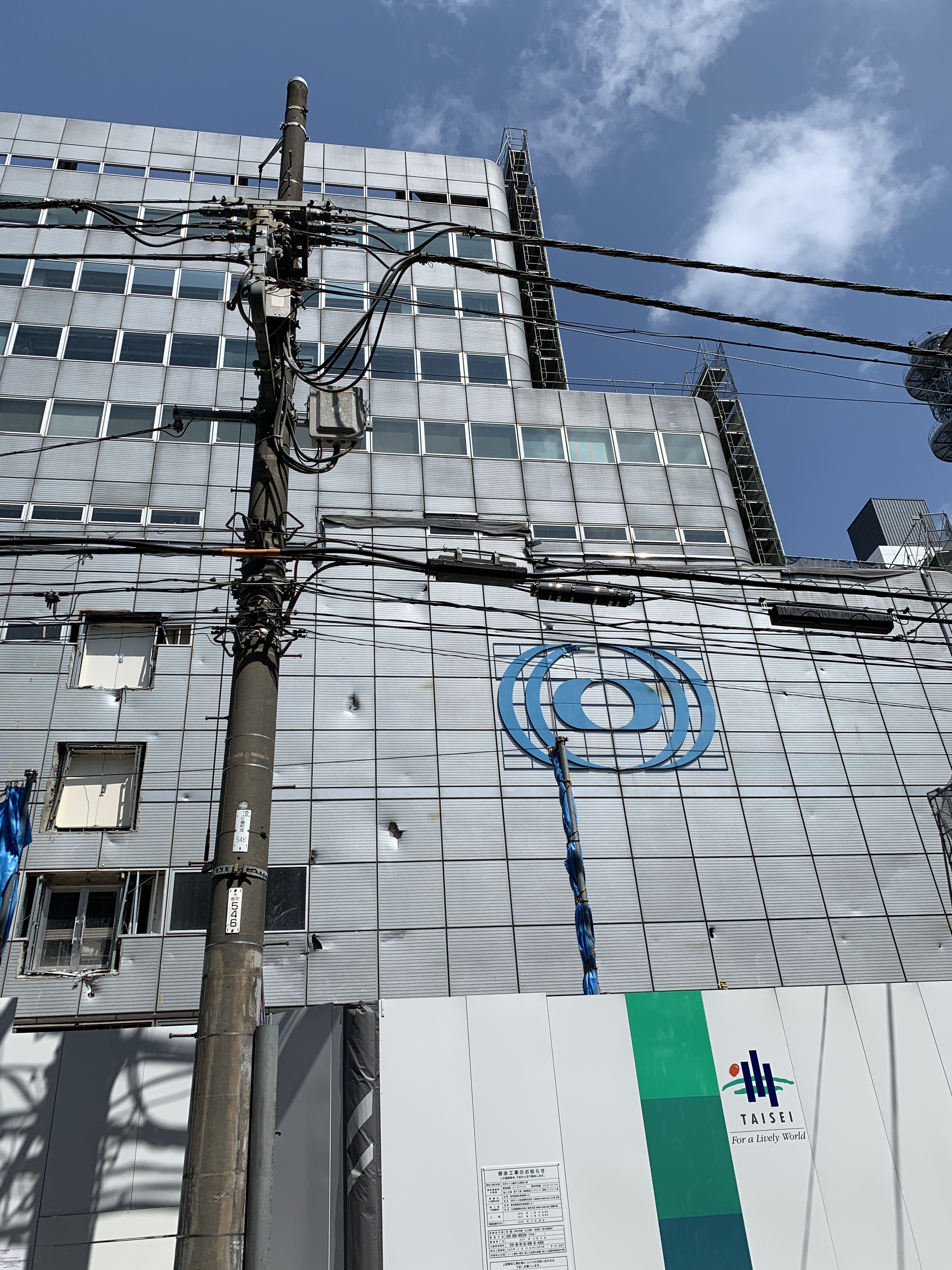
南本館解体時に露出した日本テレビ旧シンボルマークの巨大レリーフ。(2019年5月4日撮影)